# Francisco Osorto
Francisco Osorto (20. března 1957, La Unión – 26. února 2023, San Salvador) byl salvadorský fotbalový obránce. 

## Fotbalová kariéra
Byl členem salvadorské reprezentace na Mistrovství světa ve fotbale 1982, nastoupil ve 2 utkáních. Na klubové úrovni hrál za  Club Deportivo Municipal Limeño, Luis Ángel Firpo Usulután, CD Santiagueño a CESSA Metapán. S týmem CD Santiagueño vyhrál v roce 1980 salvadorskou ligu.